# Laurila (stacja kolejowa)
Laurila – węzłowa stacja kolejowa w gminie Keminmaa w Finlandii. Znajduje się we wsi Laurila, na północ od Kemi. Stacja jest położona na linii Oulu – Tornio, od której w tym miejscu odgałęzia się linia Laurila – Kelloselkä,
Stacja została otwarta 16 października 1903 roku. Od 1988 nie obsługuje ruchu pasażerskiego, a od 1991 również towarowego.